# 基督教的本质

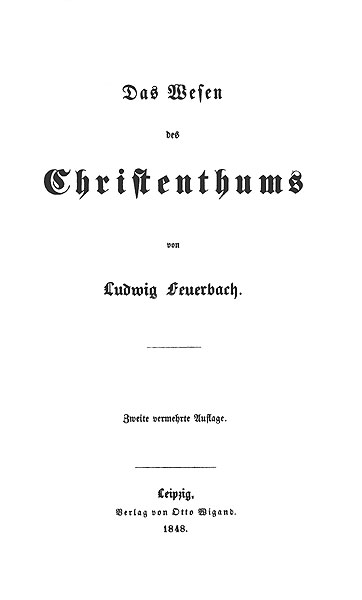
《基督教的本质》第二版（1848年），扉页

《基督教的本质》（德語：Das Wesen des Christentums）是路德维希·安德列斯·费尔巴哈的一本书。它于1841年首次出版，其中描述了费尔巴哈的哲学思想和宗教批判。

## 影响
这本书通常被认为是人文主义的经典，也是作者费尔巴哈的代表作。卡尔·马克思和弗里德里希·恩格斯都深受这本书的影响，尽管他们都批评了费尔巴哈对唯物主义的不一致的支持。费尔巴哈的异化理论后来被马克思用在了他的异化理论中。 由麦克斯·施蒂纳写作的唯一者及其所有物则是针对这本书的批判。施蒂纳在他的作品中批判了费尔巴哈在本书中表达的“上帝是抽象的人类”的人文主义观点。